# Bassin Cadet
Le bassin Cadet est un point d'eau de l'île de La Réunion, département et région d'outre-mer français dans le sud-ouest de l'océan Indien. Il est situé sur le cours de la ravine Sèche. Ce faisant, il relève du territoire de la commune de La Plaine-des-Palmistes.